# انیگرلوه
شهر انیگرلوه در ایالت نوردراین-وستفالن در کشور آلمان واقع شده است.